# Samir Grees
Samir Grees (* 17. Mai 1962 in Kairo, Ägypten) ist ein ägyptisch-deutscher Literaturübersetzer und Dolmetscher mit Schwerpunkt auf deutsch-arabischen Texten.

## Ausbildung
Samir Grees wurde in Kairo geboren. Nach Besuch der höheren Schule studierte er von 1980 bis 1984 Germanistik an der Ain-Schams-Universität in Kairo und erwarb das Staatsexamen der deutschen Sprache. Ein in den Jahren 1984–1986 an der Universität Kairo absolviertes Studium der Übersetzungswissenschaft schloss Grees mit dem Diplom ab. Ein anschließendes Studium an der Johannes Gutenberg-Universität Mainz, Fachbereich „Translations-, Sprach- und Kulturwissenschaft“ (FTSK) in Germersheim, schloss Grees 1995 mit dem Grad „Akademisch geprüfter Übersetzer“ für Deutsch und Englisch, Muttersprache Arabisch, ab. 1998 erwarb er in derselben Fächerkombination, ergänzt um den Technolekt Wirtschaft, den Grad „Diplom-Übersetzer“.

## Freiberufliche Tätigkeit
Seit 1995 arbeitet Samir Grees als freiberuflicher Dolmetscher und Übersetzer. Von 1998 bis 2012 war er überdies auf freiberuflicher Basis Redakteur im arabischen Programm der Deutschen Welle; seit 2012 ist er Übersetzer und Dolmetscher im Sprachendienst des Deutschen Bundestags in Berlin.
Samir Greesʼ Entwicklung zu einem der wichtigsten deutsch-arabischen Literaturübersetzer der Gegenwart begann 1998 mit der deutsch-arabischen Übersetzung der Kurzgeschichten-Anthologie „Die Nachtigall singt“ von Wolfgang Borchert. Greesʼ erste Roman-Übersetzung folgte 2001 mit „Montauk“ von Max Frisch, erschienen im Al-Kamel-Verlag in Köln. Seitdem übersetzt Samir Grees kontinuierlich weltbedeutende Referenzwerke der deutschsprachigen Literatur ins Arabische, darunter solche der Autoren Friedrich Dürrenmatt, Ingo Schulze, Erich Kästner, Thomas Bernhard, Elfriede Jelinek, Norbert Gstrein, Patrick Süskind, Michael Kleeberg, Friedrich Christian Delius, Martin Walser und Daniel Kehlmann. Dabei sucht Grees bewusst Werke aus, die entweder stilistisch innovativ sind wie z. B. Max Frischs „Montauk“ (Kairo 1998) oder die von besonderem Interesse für den arabischen Leser sind, so etwa „Das Tier, das weint“ von Michael Kleeberg (Damaskus 2006). Grees stellt dem arabischen Lesepublikum auch Schriftsteller vor, die im arabischen Kulturraum bislang nicht bekannt sind, so etwa Thomas Bernhard mit dessen Buch „Wittgensteins Neffe“ (Damaskus 2005).

## Auszeichnungen
- 1996 Erster Preis des ägyptischen Kulturrats für die Literaturübersetzung ins Arabische
- 2014 Deutsch-Arabischer Übersetzerpreis des Goethe-Instituts (Kategorie „Etablierte Übersetzer“) des Goethe-Instituts Kairo[1]
- 2021 Übersetzerstipendium (Translator in Residence) im Stiftungshaus der Kulturstiftung des Freistaates Sachsen in Dresden-Hellerau[2]